# Odontesthes bicudo
Odontesthes bicudo is een straalvinnige vissensoort uit de familie van de koornaarvissen (Atherinopsidae). De wetenschappelijke naam van de soort is voor het eerst geldig gepubliceerd in 2002 door Malabarba & Dyer.